# Padina (distrikt i Varna)
Padina (bulgariska: Падина) är ett distrikt i Bulgarien.   Det ligger i kommunen Obsjtina Devnja och regionen Oblast Varna, i den östra delen av landet, 300 km öster om huvudstaden Sofia.
Runt Padina är det i huvudsak tätbebyggt. Runt Padina är det ganska glesbefolkat, med 25 invånare per kvadratkilometer.